# U Can't Touch This
U Can't Touch This är en hiphopsång från 1990 av MC Hammer. Den är baserad på en sampling från Rick James discolåt Super Freak. Rick James uppges därför som medförfattare av musiken. Texten är skriven av MC Hammer.
Sången blev etta i Sverige, Nederländerna och Australien. På Billboardlistan blev den som bäst åtta och i England trea.
Det har gjorts flera parodier på sången, bland annat Family Guys Can't Touch Me och Weird Al Yankovics I Can't Watch This.